# Hydrologie und Wasserbewirtschaftung
Die Zeitschrift Hydrologie und Wasserbewirtschaftung (HyWa) wird von der Bundesanstalt für Gewässerkunde in Koblenz herausgegeben.
Themen der Beiträge sind:
- Hydrologie
- Bewirtschaftung der Wasservorkommen
- Wasser- und Stoffflüsse, Gewässerschutz
- Binnen- und Küstengewässer
- Grundwasser

Durch Peer-Review wird die Qualität der Beiträge gewährleistet.
Die Zeitschrift wird in den Science Citation Index Expanded (SCIE), Journal Citation Reports/Science Edition und in Scopus gelistet. Sie ist auch als Onlineversion verfügbar und erscheint seit 1999 (Jahrgang 43) unter diesem Namen als Nachfolgerin der von 1957 bis 1998 in 42 Jahrgängen erschienenen Deutschen gewässerkundlichen Mitteilungen (DGM) (ISSN 0012-0235). Zielgruppe waren ursprünglich die Fachverwaltungen des Bundes und der Länder.